# NGC 1279
NGC 1279 (również PGC 12448 lub PGC 12449) – galaktyka soczewkowata (S0?), znajdująca się w gwiazdozbiorze Perseusza. Została odkryta 12 grudnia 1876 roku przez Johna Dreyera. Galaktyka ta należy do Gromady w Perseuszu.